# Vals licht (film)
Vals licht is een Nederlandse speelfilm uit 1993 van Theo van Gogh naar de roman van Joost Zwagerman.

## Hoofdrolspelers
| Acteur            | Personage        |
| ----------------- | ---------------- |
| Ellik Bargai      | Simon Prins      |
| Amanda Ooms       | Lizzie Rosenfeld |
| Thom Hoffman      | Wesley           |
| Tom Jansen        | Philip           |
| Cas Enklaar       | Simon's vader    |
| Marijke Veugelers | Simon's moeder   |

## Trivia
- Een volgens Van Gogh mislukte film, gebaseerd op de roman van Joost Zwagerman. Zwagermans 'Vals licht' behaalde de toplijst van de AKO Literatuurprijs 1993
- In de film is een omroepbericht op een station te horen: "Wil dhr. Bargai contact opnemen met mevrouw Van Gogh?" Het is een toespeling op de werkelijkheid: in de periode dat de film werd gedraaid, strandde Van Goghs huwelijk omdat zijn vrouw een verhouding kreeg met hoofdrolspeler Ellik Bargai.